# ایسله پالیس

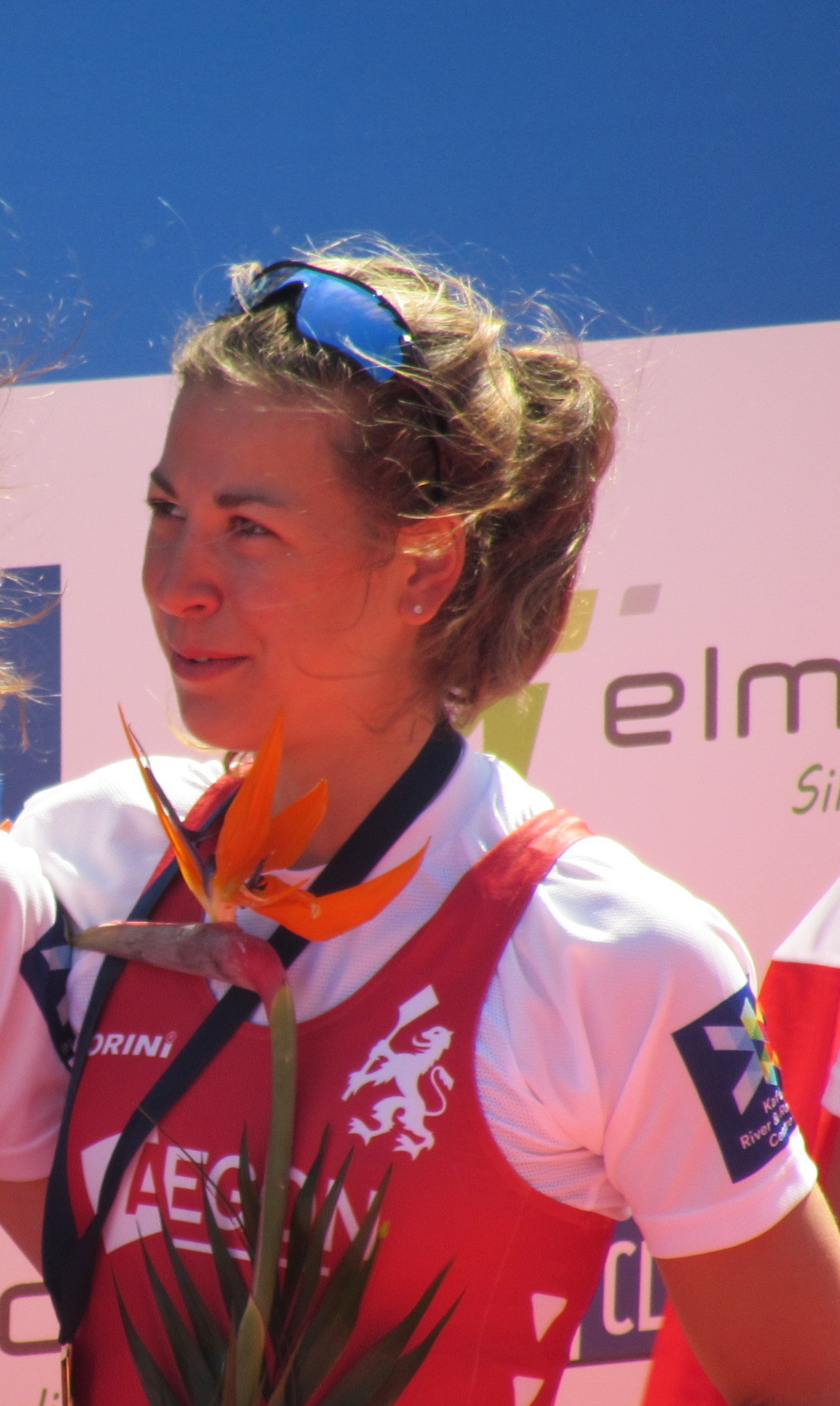
ایسله پالیس - ۲۰۱۶

ایسله پالیس (متولد ۳۰ ژوئیه ۱۹۹۳) ورزشکار رشته قایقرانی روئینگ اهل هلند است. او همراه با مایکه هد مدال طلا در اسکال دونفره سبک در بازی‌های المپیک تابستانی سال ۲۰۱۶ را کسب کرد.
در سال ۲۰۱۶ ایسله پالیس و مایک هد رکورد جهانی اسکال دونفره سبک را شکستند.